# Yoshiaki Numata
Yoshiaki Numata, in giapponese 沼田 義明 (Hokkaidō, 19 aprile 1945), è un ex pugile giapponese, campione del mondo unanimemente riconosciuto (1967) e poi WBC (1970-1971)  dei pesi superpiuma.

## Carriera
Si mise in luce nel 1966 battendo il fuoriclasse filippino Flash Elorde in un match valido per il titolo orientale e del Pacifico dei pesi superpiuma.
Il 15 giugno 1967 al Ryōgoku Kokugikan di Tokyo riuscì a conquistare il titolo mondiale unanimemente riconosciuto della stessa classe di peso ancora a spese di Elorde, ormai sul viale del tramonto. Il verdetto fu contrastato perché l'arbitro filippino Villacampo aveva dato il pari. Il suo fu un breve regno perché 14 dicembre 1967 al Kuramae Kokugikan di Tokyo fu messo KO al 12º round dal connazionale Hiroshi Kobayashi, nei cui guantoni fu costretto a consegnare la cintura.
Il 4 ottobre 1969 tentò la scalata al titolo mondiale dei pesi leggeri ma fu messo KO al sesto round dal detentore statunitense Mando Ramos, dopo esser finito al tappeto per altre tre volte.
Rientrato nella sua categoria abituale, conquisto il titolo mondiale dei superpiuma nella versione WBC, battendo il filippino René Barrientos ai punti in quindici riprese, il 5 aprile 1970, sul ring di Tokyo.
Difese il titolo battendo per KO al quinto round lo statunitense Raul Rojas e poi affermandosi nuovamente ai punti nella rivincita con Barrientos, sempre in terra giapponese. Il 30 maggio 1971 respinse l'assalto al titolo mondiale WBC dell’ex campione mondiale dei pesi gallo Lionel Rose, con verdetto unanime anche se con soli due punti di margine. 
Il 10 ottobre dello stesso anno, a Sendai, fu costretto a cedere la cintura mondiale WBC nei guantoni del messicano Ricardo Arredondo per KO al decimo round in un match sino a quel momento sostanzialmente pari. Dopo un altro match conclusosi con una nuova sconfitta per KO appese i guantoni al chiodo.